# 罗伯特·丘萨克
罗伯特·丘萨克（英語：Robert Cusack，1950年12月10日—），澳大利亚男子游泳运动员。他曾代表澳大利亚参加1968年夏季奥林匹克运动会游泳比赛，获得男子4×100米自由泳接力铜牌。